# Алехандра Вальєхо
Алехандра Вальєхо (ісп. Alejandra Vallejo; нар. 21 жовтня 1958) — колишня мексиканська тенісистка.
Найвищу одиночну позицію світового рейтингу — 517 місце досягла 21 грудня 1986, парну — 405 місце — 21 грудня 1986 року.

## Фінали ITF

### Одиночний розряд: 1 (0–1)
| Результат | Дата           | Турнір          | Покриття | Суперниця      | Рахунок       |
| --------- | -------------- | --------------- | -------- | -------------- | ------------- |
| Поразка   | 11 жовтня 1992 | Мехіко, Мексика | Ґрунт    | Лусіла Бесерра | 2–6, 6–3, 1–6 |